# Matilde del Palatinato
Matilde del Palatinato (in tedesco Mechthild von der Pfalz; Heidelberg, 7 marzo 1419 – 22 agosto 1482) è stata una nobile e mecenate tedesca, figlia di Ludovico III del Palatinato e di Matilde di Savoia.

## Biografia
Nata nel castello di Heidelberg, nel 1436 sposò il conte Ludovico I di Württemberg-Urach e nel 1452 l'arciduca Alberto VI d'Asburgo. Gettò le basi dell'Università di Friburgo nel 1457 e dell'Università di Tubinga nel 1477. Da vedova si stabilì a Rottenburg dove la sua residenza divenne un luogo di arti e scienze. Fu la responsabile per la traduzione del Decameron in tedesco. 
Dal matrimonio con Ludovico nacquero cinque figli:
- Matilde (1436-1495), che nel 1453 sposò Ludovico II di Assia;
- Ludovico (1439-1457);
- Andrea (1443-?)
- Eberardo (1445-1496), che sposò Barbara Gonzaga;
- Elisabetta (1447-1505), che sposò Giovanni II di Nassau-Saarbrücken.

## Ascendenza
|                             |                         |                            | Genitori                  |  |  | Nonni |  |  | Bisnonni                  |  |  | Trisnonni             |  |
|                             |                         |                            |                           |  |  |       |  |  | Roberto II del Palatinato |  |  | Adolfo del Palatinato |  |
|                             |                         |                            |                           |  |  |       |  |  | Roberto II del Palatinato |  |  | Adolfo del Palatinato |  |
|                             |                         | Irmengarda di Oettingen    |                           |  |  |       |  |  | Roberto II del Palatinato |  |  |                       |  |
| Roberto del Palatinato      |                         |                            |                           |  |  |       |  |  | Roberto II del Palatinato |  |  |                       |  |
|                             |                         | Beatrice d'Aragona         | Pietro II di Sicilia      |  |  |       |  |  |                           |  |  |                       |  |
|                             |                         | Beatrice d'Aragona         | Pietro II di Sicilia      |  |  |       |  |  |                           |  |  |                       |  |
|                             |                         | Beatrice d'Aragona         | Elisabetta di Carinzia    |  |  |       |  |  |                           |  |  |                       |  |
| Ludovico III del Palatinato |                         | Beatrice d'Aragona         |                           |  |  |       |  |  |                           |  |  |                       |  |
|                             |                         | Federico V di Norimberga   | Giovanni II di Norimberga |  |  |       |  |  |                           |  |  |                       |  |
|                             |                         | Federico V di Norimberga   | Giovanni II di Norimberga |  |  |       |  |  |                           |  |  |                       |  |
|                             |                         | Federico V di Norimberga   | Elisabetta di Henneberg   |  |  |       |  |  |                           |  |  |                       |  |
| Elisabetta di Norimberga    |                         | Federico V di Norimberga   |                           |  |  |       |  |  |                           |  |  |                       |  |
|                             |                         | Elisabetta di Meißen       | Federico II di Meißen     |  |  |       |  |  |                           |  |  |                       |  |
|                             |                         | Elisabetta di Meißen       | Federico II di Meißen     |  |  |       |  |  |                           |  |  |                       |  |
|                             |                         | Elisabetta di Meißen       | Matilde di Baviera        |  |  |       |  |  |                           |  |  |                       |  |
| Matilde del Palatinato      |                         | Elisabetta di Meißen       |                           |  |  |       |  |  |                           |  |  |                       |  |
|                             | Giacomo di Savoia-Acaia | Filippo I di Savoia-Acaia  |                           |  |  |       |  |  |                           |  |  |                       |  |
|                             | Giacomo di Savoia-Acaia | Filippo I di Savoia-Acaia  |                           |  |  |       |  |  |                           |  |  |                       |  |
|                             | Giacomo di Savoia-Acaia | Caterina de la Tour du Pin |                           |  |  |       |  |  |                           |  |  |                       |  |
| Amedeo di Savoia-Acaia      | Giacomo di Savoia-Acaia |                            |                           |  |  |       |  |  |                           |  |  |                       |  |
|                             |                         | Margherita di Beaujeu      | Édouard de Beaujeu        |  |  |       |  |  |                           |  |  |                       |  |
|                             |                         | Margherita di Beaujeu      | Édouard de Beaujeu        |  |  |       |  |  |                           |  |  |                       |  |
|                             |                         | Margherita di Beaujeu      | …                         |  |  |       |  |  |                           |  |  |                       |  |
| Matilde di Savoia           |                         | Margherita di Beaujeu      |                           |  |  |       |  |  |                           |  |  |                       |  |
|                             |                         | Amedeo III di Ginevra      | Guglielmo III di Ginevra  |  |  |       |  |  |                           |  |  |                       |  |
|                             |                         | Amedeo III di Ginevra      | Guglielmo III di Ginevra  |  |  |       |  |  |                           |  |  |                       |  |
|                             |                         | Amedeo III di Ginevra      | Agnese di Savoia          |  |  |       |  |  |                           |  |  |                       |  |
| Caterina di Ginevra         |                         | Amedeo III di Ginevra      |                           |  |  |       |  |  |                           |  |  |                       |  |
|                             |                         | Matilde d'Alvernia         | Roberto III d'Alvernia    |  |  |       |  |  |                           |  |  |                       |  |
|                             |                         | Matilde d'Alvernia         | Roberto III d'Alvernia    |  |  |       |  |  |                           |  |  |                       |  |
|                             |                         | Matilde d'Alvernia         | Beatrice di Montgascon    |  |  |       |  |  |                           |  |  |                       |  |
|                             |                         | Matilde d'Alvernia         |                           |  |  |       |  |  |                           |  |  |                       |  |